# Damernas scullerfyra i rodd vid olympiska sommarspelen 2004
Damernas scullerfyra i rodd vid olympiska sommarspelen 2004 avgjordes mellan den 15 och 21 augusti 2004.

## Medaljörer
| Gren        | Guld                                                                | Silver                                                                     | Brons                                                           |
| Scullerfyra | Tyskland Kathrin Boron Meike Evers Manuela Lutze Kerstin El Qalqili | Storbritannien Alison Mowbray Debbie Flood Frances Houghton Rebecca Romero | Australien Dana Faletic Rebecca Sattin Amber Bradley Kerry Hore |

## Resultat

### Heat 1 - 15 augusti, 09:40
1. Storbritannien: Alison Mowbray, Debbie Flood, Frances Houghton och Rebecca Romero 6:15,60 → Final A
2. Ryssland: Oksana Dorodnova, Anna Sergejeva, Larisa Merk, Julja Levina 6:17,72 → Återkval
3. Belarus: Marjia Varona, Volha Berazniova, Tatsjana Narelik, Marjia Brel 6:20,72 → Återkval
4. Ukraina: Olena Morozova, Olena Olefirenko, Jana Dementieva, Tetjana Kolesnikova 6:21,24 → Återkval

### Heat 2 - 15 augusti, 09:47
1. Tyskland: Kathrin Boron, Meike Evers, Manuela Lutze, Kerstin El Qalqili 6:16,49 → Final A
2. USA: Michelle Guerette, Hilary Gehman, Kelly Salchow, Danika Holbrook 6:18,63 → Återkval
3. Australien: Dana Faletic, Rebecca Sattin, Amber Bradley, Kerry Hore 6:23,46 → Återkval
4. Danmark: Dorthe Pedersen, Sarah Lauritzen, Christina Rindom, Majbrit Nielsen 6:28,16 → Återkval

### Återkval - 18 augusti, 11:00
1. Ryssland: Oksana Dorodnova, Anna Sergejeva, Larisa Merk, Julja Levina 6:23,13 → Final A
2. Ukraina: Olena Morozova, Olena Olefirenko, Jana Dementieva, Tetjana Kolesnikova 6:24,64 → Final A
3. Australien: Dana Faletic, Rebecca Sattin, Amber Bradley, Kerry Hore 6:24,67 → Final A
4. USA: Michelle Guerette, Hilary Gehman, Kelly Salchow, Danika Holbrook 6:25,39 → Final A
5. Danmark: Dorthe Pedersen, Sarah Lauritzen, Christina Rindom, Majbrit Nielsen 6:25,41 → Final B
6. Belarus: Marjia Varona, Volha Berazniova, Tatsjana Narelik, Marjia Brel 6:29,04 → Final B

### Final A - 22 augusti, 09:30
| Placering | Roddare                                                                | Land           | Tid     |
| --------- | ---------------------------------------------------------------------- | -------------- | ------- |
|           | Kathrin Boron, Meike Evers, Manuela Lutze, Kerstin El Qalqili          | Tyskland       | 6:29,29 |
|           | Alison Mowbray, Debbie Flood, Frances Houghton, Rebecca Romero         | Storbritannien | 6:31,26 |
|           | Dana Faletic, Rebecca Sattin, Amber Bradley, Kerry Hore                | Australien     | 6:34,73 |
| 4         | Oksana Dorodnova, Anna Sergejeva, Larisa Merk, Julja Levina            | Ryssland       | 6:36,49 |
| 5         | Michelle Guerette, Hilary Gehman, Kelly Salchow, Danika Holbrook       | USA            | 6:39,67 |
| DSQ       | Olena Morozova, Olena Olefirenko, Jana Dementieva, Tetjana Kolesnikova | Ukraina        | 6:34,31 |

### Final B - 21 augusti, 11:40
| Placering | Roddare                                                             | Land    | Tid     |
| --------- | ------------------------------------------------------------------- | ------- | ------- |
| 1         | Dorthe Pedersen, Sarah Lauritzen, Christina Rindom, Majbrit Nielsen | Danmark | 6:50,13 |
| 2         | Marjia Varona, Volha Berazniova, Tatsjana Narelik, Marjia Brel      | Belarus | 6:54,02 |